# Cacabelos (kommunhuvudort)
Cacabelos är en kommunhuvudort i Spanien.   Den ligger i provinsen Provincia de León och regionen Kastilien och Leon, i den nordvästra delen av landet, 300 km nordväst om huvudstaden Madrid. Cacabelos ligger 486 meter över havet och antalet invånare är 5 120.
Terrängen runt Cacabelos är kuperad åt nordväst, men åt sydost är den platt. Runt Cacabelos är det ganska tätbefolkat, med 179 invånare per kvadratkilometer. Närmaste större samhälle är Ponferrada, 12,0 km sydost om Cacabelos. Trakten runt Cacabelos består till största delen av jordbruksmark.